# Вальдек (Гессен)
Вальдек (нім. Waldeck) — місто в Німеччині, знаходиться в землі Гессен. Підпорядковується адміністративному округу Кассель. Входить до складу району Вальдек-Франкенберг.
Площа — 115,73 км2. Населення становить 6743 ос. (станом на 31 грудня 2020).